# Courçon
Courçon – miejscowość i gmina we Francji, w regionie Nowa Akwitania, w departamencie Charente-Maritime.
Według danych na rok 1990 gminę zamieszkiwało 990 osób, a gęstość zaludnienia wynosiła 52 osób/km² (wśród 1467 gmin regionu Poitou-Charentes Courçon plasuje się na 317. miejscu pod względem liczby ludności, natomiast pod względem powierzchni na miejscu 431.).